# Мэйсон, Дуглас
Дуглас (Дуг) Мейсон (англ. Doug Mason, 20 августа 1955 года, Садбери, Онтарио, Канада) — канадский и нидерландский хоккеист и тренер.

## Карьера игрока
Долгое время выступал в низших американских и канадских дивизионах. В 1979 году переехал в Нидерланды, где он 13 лет провел в клубе "Тилбург Трепперс". Еще по ходу игровой карьеры он занялся тренерской деятельностью и работал с голландской молодежной сборной.

## Карьера тренера
В качестве главного тренера Дуг Мейсон несколько раз приводил к чемпионству "Тилбург Трепперс". Удачно проявив себя в Нидерландах, Мейсон получил приглашение из более сильных лиг Швейцарии и Германии, где он отработал много лет. С 2016 года канадец возглавляет австрийский "Грац Найнти Найнерс". Через год специалист в третий раз был назначен на пост главного тренера сборной Нидерландов.

## Семья
Сын тренера - Стив Мейсон (род. 1988) известный нидерландский хоккеист.

## Достижения
- Победитель Нидерландской хоккейной лиги (3): 1994, 1995, 1996.